# Craig Roberts
Craig Haydn Roberts (Newport, 21 de fevereiro de 1991) é um ator galês, conhecido por interpretar Oliver Tate no filme Submarine (2010).